# N+
N+ è un videogioco a piattaforme sviluppato da Metanet Software. Conversione di N per le console portatili Nintendo DS e PlayStation Portable, il gioco è stato anche distribuito digitalmente tramite l'Xbox Live Arcade per Xbox 360.